# Yatenga
Yatenga is een provincie van Burkina Faso in de regio Nord. De provinciehoofdstad is Ouahigouya.
De provincie heeft te lijden onder islamitische terreur met vluchtelingenstromen tot gevolg.

## Bevolking
Yatenga telde in 2006 547.952 inwoners. In 2019 waren dat er naar schatting 825.000.

## Geografie
De provincie heeft een oppervlakte van 6990 km² en grenst in het westen aan Mali.
De provincie bestaat uit volgende departementen: Barga, Kaïn, Kalsaka, Kossouka, Koumbri, Namissiguima, Ouahigouya, Oula, Rambo, Séguénéga, Tangaye, Thiou en Zogoré. 
Balé · Bam · Banwa · Bazéga · Bougouriba · Boulgou · Boulkiemdé · Comoé · Ganzourgou · Gnagna · Gourma · Houet · Ioba · Kadiogo · Kénédougou · Komondjari · Kompienga · Kossi · Koulpélogo · Kouritenga · Kourwéogo · Léraba · Loroum · Mouhoun · Nahouri · Namentenga · Nayala · Noumbiel · Oubritenga · Oudalan · Passoré · Poni · Sanguié · Sanmatenga · Séno · Sissili · Soum · Sourou · Tapoa · Tuy · Yagha · Yatenga · Ziro · Zondoma · Zoundwéogo